# Selçuk Ernak
Burak Selçuk Ernak (Istanbul, 25 agosto 1970) è un allenatore di pallacanestro turco.

## Carriera
Dopo diverse stagioni come assistente allenatore, Ernak firma con il Sakarya, guidando la squadra alla promozione in Basketbol Süper Ligi, categoria mai raggiunta dalla squadra turca.
Il 1º dicembre 2018 lascia il Sakarya a causa dei problemi finanziari del team stesso.
Il 12 dicembre 2018 firma per il Darüşşafaka dopo il licenziamento di Ahmet Çakı.